# Danny Nucci
Daniel Antonelli Nucci, ameriški igralec * 15. september 1968 Celovec, Avstrija.                                                                                                                                                               
Nucci je najbolj znan po igranju vlog v filmih o uspešnicah, vključno z The Rock, Crimson Tide, Eraserz, Titanic, in glavno vlogo Mikea Fosterja v filmu The Fosters.

## Zasebno življenje
Nucci se je rodil v Celovcu v Avstriji, njegov oče je bil Italijan, mama pa Francozinja. V Italiji je odraščal do sedemnajstega leta, ko so se z družino preselil v ZDA. 
Potem, ko so začasno živeli v Queensu v New Yorku se je družina preselila v kalifornijsko dolino San Fernando, kjer je Nucci končal srednjo šolo Grant. Leta 2003 se je poročil s Paulo Marshall, s katero ima eno hčerko. Ima tudi hčerko od svoje prve žene, Terre Bridgham. Nucci in Marshall sta igrala zaljubljenca v filmu The Old Feeling (1997).

## Kariera
V devetdesetih letih je Nucci igrali vloge, ki so umrle v treh filmih - Eraser, The Rock in Titanic (kot Fabrizio De Rossi, italijanski prijatelj Jacka Dawsona), ki so bili med leti 1996 in 1997 objavljeni v 20 mesecih. Igral je vlogo v Alive (znan tudi kot Alive: Čudež Andov) (1993) kjer pa preživi. 
Drugje v filmu je igral vlogo iz knjige Spider Bomboni v filmu Ljubezen (1990) in kot Petty, častnik Danny Rivetti v trilerju Gene Hackman-Denzel Washington Crimson Tide (1995).  Igral je vloge Bennyja Rodrigueza v neposrednem video filmu The Sandlot: Heading Home (2007) in policista v newyorški policiji v filmu World Trade Center (2006).
Nucci je igral Gabriela Ortega v operi CBS Falcon Crest od leta 1988 do 1989 in kot Vincent Sforza v televizijski miniseriji Firestarter 2: Rekindled (2002). Drugi njegovi pomembni televizijski nastopi vključujejo Rastoče Bolečine, Zunaj Tega Sveta, Kvantni Preskok, Družinske Vezi, Cona Somraka, Ogled Dolžnosti, Ponoči, Samo Ustreli Me, Hiša, Brez Sledi, Kriminalni Duh, Mentalist, CSI: NY, tri epizode filma Grad in ena epizoda Arrow. Skupaj z Erniejem Hudsonom je sodeloval v kratkotrajni policijski dramski seriji 10-8: Častnik na dolžnosti. Rešitev je priskrbel glas Alberta Čiuaua v Pogumnem malem toasterju.   
Leta 2010 je v klubu Sinatra upodobil in igral Johna Gottija, v znanstvenofantastičnem filmu Nephilim pa Dantea McDermotta. Leta 2011 je sodeloval v skrivnostnem trilerju Escapee. Do leta 2018 je Nucci igral Mikea Fosterja v drami Freeform (prej ABC Family) The Fosters. 
Nucci je v televizijskem filmu za življenjsko obdobje Wishin 'and Hopin' leta 2014 upodobil Popa, očeta glavnega junaka Felixa Funicella.

## Filmografija

### Filmi
| Leto | Film                                             | Vloga                    | Opombe |
| ---- | ------------------------------------------------ | ------------------------ | ------ |
| 1985 | Član bande raziskovalcev                         | Steve Jackson            |        |
| 1986 | Bratstvo pravičnosti                             | Willie                   |        |
| 1988 | Zastonj dom                                      | Dennis Ferrand           |        |
| 1990 | Knjiga ljubezni                                  | Spider Bomboni           |        |
| 1993 | Za ljubezen mojega otroka: Zgodba o Anissi Ayali | Airon Ayala              |        |
| 1994 | Ray Alexander: Okusitelj za pravičnost           | Paul Garcia              |        |
| 1995 | Spoštovanje                                      | Gilbert Tellez           |        |
| 1996 | Veliki stisk                                     | Jesse Torrejo            |        |
| 1997 | Titanic                                          | Fabrizio DeRossi         |        |
| 1998 | Sublet                                           | Stuart Dempsey           |        |
| 1999 | Torkova pisma                                    |                          |        |
| 2000 | Morski pes v steklenici                          | Guy Normal               |        |
| 2002 | Naredi to za strica Manny                        | Oskar                    |        |
| 2003 | Mafia Doctor                                     | Frank                    |        |
| 2004 | Ena zadnja vožnja                                | Benny                    |        |
| 2005 | Zlomi nogo                                       | EJ Inglewood             |        |
| 2006 | World Trade Center                               | Policist Giraldi         |        |
| 2007 | The Sandlot: Heading Home                        | Benny Rodriguez          |        |
| 2008 | Backwoods                                        | Perry Walters            |        |
| 2010 | Sinatra Club                                     | John Gotti               |        |
| 2011 | Pobegni                                          | Profesor Jeremy Davis    |        |
| 2014 | Wishin 'in Hopin'                                | Pa                       |        |
| 2015 | Pica z naboji                                    | Freddie 'The Cat' Pagano |        |